# Chausseehaus (Neusitz)
Chausseehaus ist ein Gemeindeteil der Gemeinde Neusitz im Landkreis Ansbach (Mittelfranken, Bayern). Chausseehaus liegt in der Gemarkung Neusitz.

## Geographie
Die Einöde liegt etwas abseits von der Staatsstraße 2250, die dort eine Anschlussstelle (AS 108) an die A 7 hat.

## Geschichte
Der Ort war ein Chausseehaus an der von Rothenburg ob der Tauber nach Ansbach führenden Chaussee und gehörte ursprünglich zur Reichsstadt Rothenburg. Mit dem Gemeindeedikt (Anfang des 19. Jahrhunderts) wurde Chausseehaus dem Steuerdistrikt Schweinsdorf und der Ruralgemeinde Neusitz zugewiesen.

### Einwohnerentwicklung
| Jahr      | 001818 | 001837 | 001840 | 001861 | 001871 | 001885 | 001900 | 001925 | 001950 | 001961 | 001970 | 001987 |
| Einwohner | 5      | 4      | 3      | *      | 6      | 3      | *      | *      | *      | *      | 16     | 0      |
| Häuser    | 1      | 1      | 1      |        |        | 1      | *      | *      | *      | *      |        | 0      |
| Quelle    | [ 7 ]  | [ 8 ]  | [ 9 ]  | [ 10 ] | [ 11 ] | [ 12 ] | [ 13 ] | [ 14 ] | [ 15 ] | [ 16 ] | [ 17 ] | [ 1 ]  |

## Religion
Der Ort ist evangelisch-lutherisch geprägt und bis heute nach Heilig Kreuz (Neusitz) gepfarrt. Die Einwohner römisch-katholischer Konfession sind nach St. Johannis (Rothenburg ob der Tauber) gepfarrt.